# Schloss Schiltern
Das Schloss Schiltern ist eine mächtige, im 16. bis 18. Jahrhundert errichtete Dreiflügelanlage mit vier Rundtürmen. Es steht in Schiltern, einer Katastralgemeinde von Langenlois in Niederösterreich und steht unter Denkmalschutz.

## Geschichte
Zur Vorgeschichte siehe Hausberg Zorimauer.
Um 1596 ließ Erasmus Leisser, den am westlichen Ortsrand liegenden Gutshof zum Nordflügel der heutigen Anlage ausbauen. Zwischen 1629 und 1636 wurden West- und den Südflügel angebaut. 1645 wurde das Schloss von schwedischen Truppen geplündert und verwüstet. Um 1740 wurde das Schloss weitgehend barockisiert. 
Die Familie Schad machte die benachbarte Burg Kronsegg zu ihrem Herrschaftssitz und überließ die Burg Schiltern (heute: Ruine Zorimauer) dem Verfall. Als Kronsegg nicht mehr den gestiegenen Wohnbedürfnissen genügte, kehrte Karl Freiherr von Hackelberg, der inzwischen Herrschaftsinhaber war, nach Schiltern zurück und bezog das neu erbaute Schloss, das kurz nach der Fertigstellung 1645 von schwedischen Truppen geplündert und verwüstet wurde. 1663 ging das Lehen an die Brüder Johann, Ehrenreich und Ferdinand von Geymann, welche die Schäden aus dem Dreißigjährigen Krieg behoben.
Nachdem Schiltern wieder landesfürstlich wurde, scheint Johann Graf Fuchs als Besitzer auf und 1856 kaufte Karl Wolfgang Graf Aichelburg die Herrschaft als freies Eigen. 
Die Stadtgemeinde Langenlois kaufte 1928 das Schloss, nachdem das letzte Mitglied der Linie der Familie Aichelburg verstorben war, gab es aber bereits ein Jahr später an das Kremser Institut der Englischen Fräulein weiter, das eine Schule samt Internat in dem Gebäude einrichtete.
Das Deutsche Reich beschlagnahmte 1938 das Gebäude und übergab es zwei Jahre später an die SA. Nach dem Zweiten Weltkrieg war das Schloss nur kurz von sowjetischen Truppen besetzt, sodass der Orden den Schulunterricht bereits 1947 wieder aufnehmen konnte. Das Schloss befand sich jedoch in einer schlechten Verfassung, womit eine umfassende Renovierung erforderlich war. John Schleifer, der nach dem Ersten Weltkrieg als Arbeitsloser aus dem Waldviertel nach Amerika ausgewandert war und dort Karriere als Direktor der Chrysler-Werke gemacht hatte, übernahm die beträchtlichen Kosten der Renovierung.
Das Schloss gehört seit 1987 der Psychosozialen Zentrum Schiltern GmbH. Im Psychosozialen Zentrum Schiltern werden Menschen mit verschiedenen psychischen Beeinträchtigungen bei der Re-Integration in den Arbeitsmarkt unterstützt. Mittels sinnvoller Beschäftigung in Werkstätten, Begleitung und Förderung sollen schwierige Lebenslagen grundlegend verbessert werden. Die PSZ Schiltern GmbH hat Teile des Schlossgartens an den Verein Arche Noah vermietet.

## Baubeschreibung
Der am westlichen Ortsrand liegende stattliche zweigeschoßige Dreiflügelbau aus dem 16. Jahrhundert wurde später mehrfach verändert. So wurden etwa beim Umbau von 1989/90 einige Bauten abgerissen. Die beiden markanten runden Ecktürme, die das Firstniveau der Dächer nur wenig überragen, haben barocke Zwiebelhelme, die mit Schindeln gedeckt sind. Die neunachsige zur Ortsstraße ausgerichtete Nordfassade wird durch barocke Fensterverdachungen, Füllfelder und ein umlaufendes Konsolgesims gegliedert. Über der Mittelachse erhebt sich ein Dachreiter mit mehrfach gebrochenem Helm aus dem 19. Jahrhundert. 

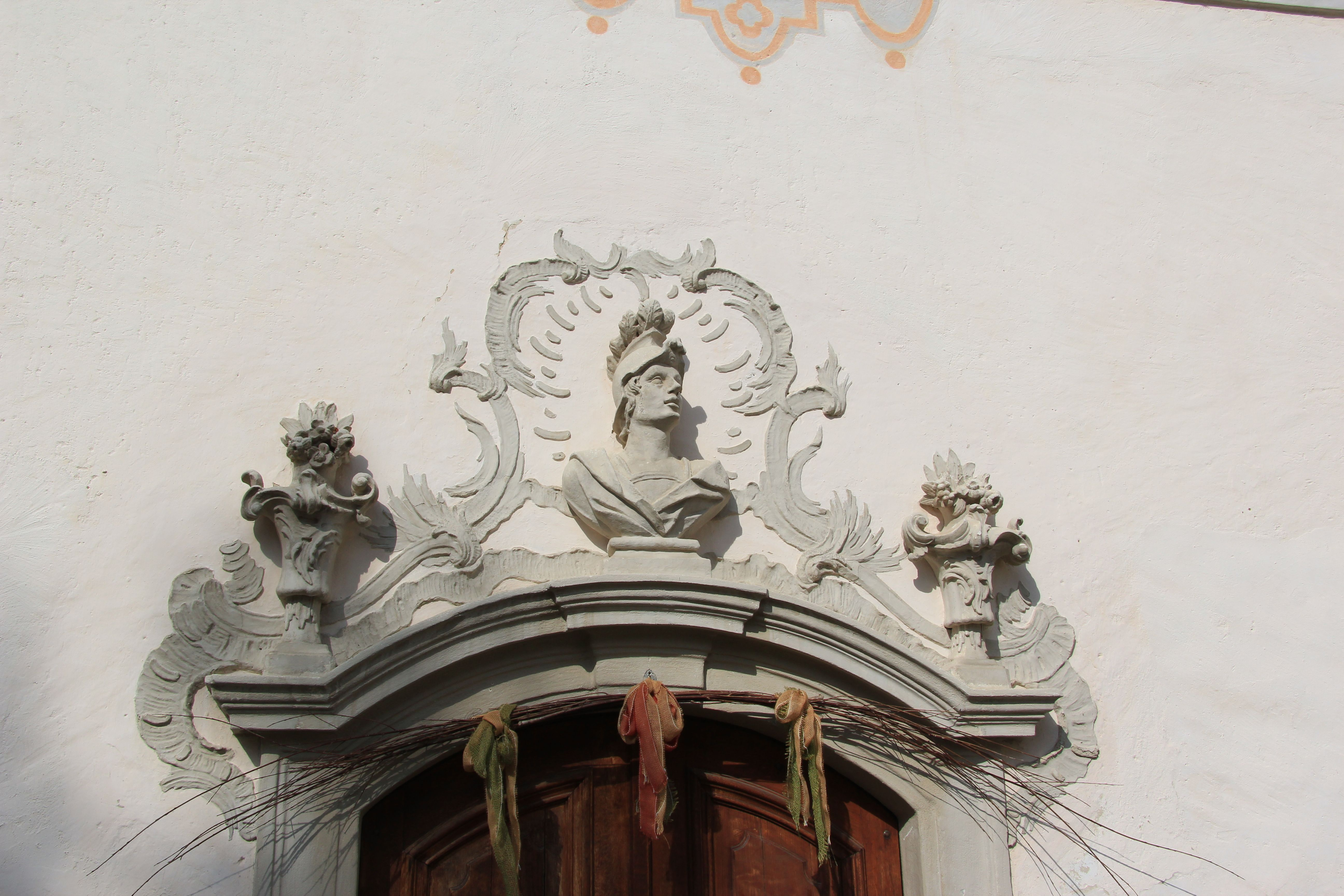
Hofseitiges Portal zum Westtrakt

Das repräsentative aus dem frühen 18. Jahrhundert stammende Hauptportal wird von ionischen Pilastern flankiert. Auf dem verkröpften Gebälk stehen zwei große steinerne Schmuckvasen. Auf dem Portalbogen ist das Wappen der Familie Aichelburg aus dem 19. Jahrhundert angebracht. Über das darüber befindliche Fenster ziehen sich Stuckgirlanden empor.
Die Hoffassaden sind schlicht gehalten, nur ein Portal an der Westseite wurde im 18. Jahrhundert reichlich mit Stuck verziert. Auf der Portalverdachung steht zwischen zwei Blumenvasen eine Soldatenbüste. Dieses Portal erschließt den Westtrakt mit seinen venezianischen Schornsteinen und der quadratischen kreuzgratgewölbten Kapelle. In der zweiten Hälfte des 20. Jahrhunderts wurden in der Kapelle Fresken aus der Zeit um 1760 freigelegt und restauriert, die in der Art des Johann Leopold Daysinger ausgeführt sind und unter anderem die christlichen Tugenden und die vier Evangelisten darstellen. Die Baldachinbekrönung des Altares trägt das Allianzwappen der freiherrlichen Familien Moser und Suttnert. Im Erdgeschoß ist ein Saal, dessen Stichkappengewölbe auf einem achteckigen Mittelpfeiler ruht.

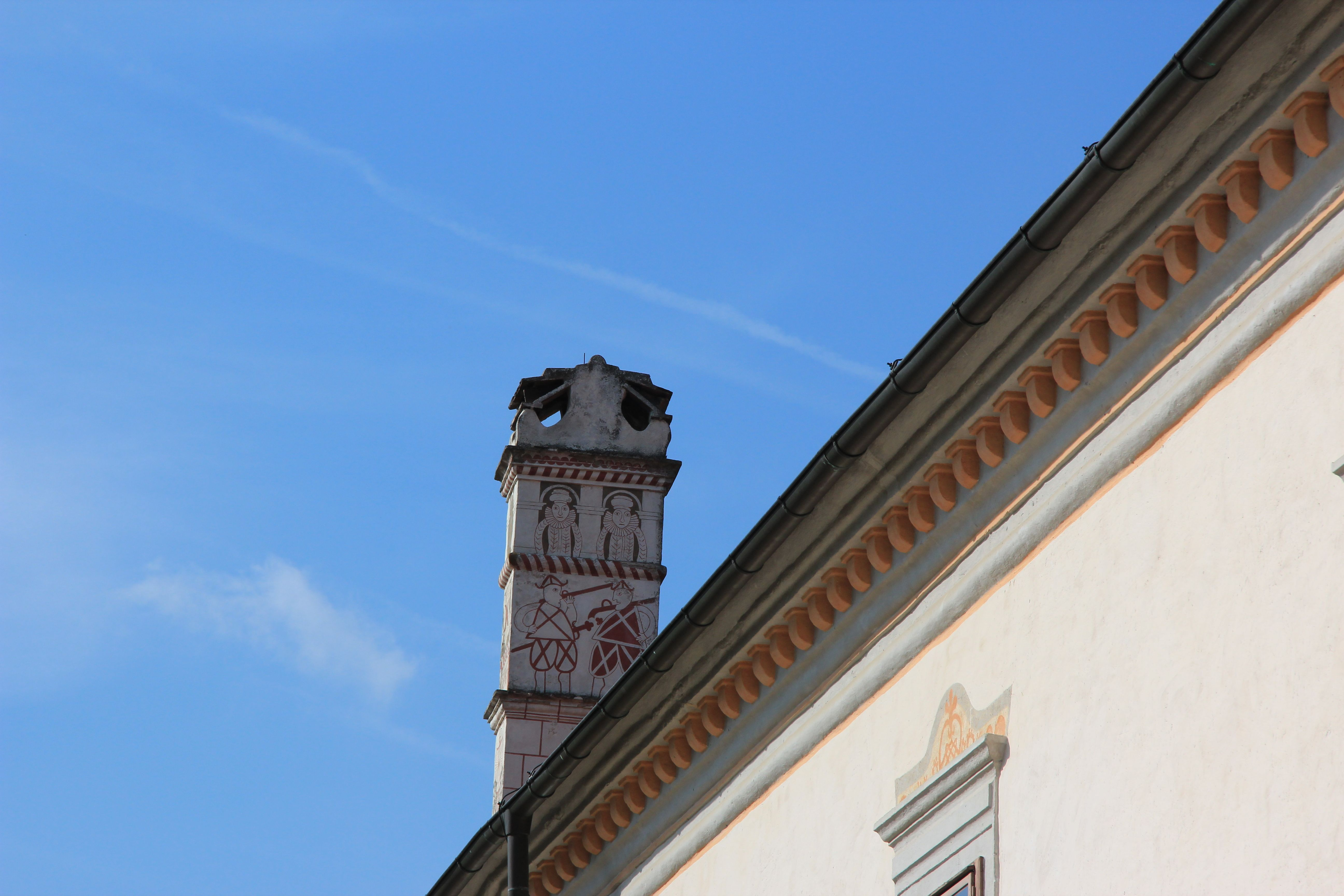
Venezianischer Schornstein auf dem Westtrakt

Die Einrichtung ist modern-zweckmäßig, von der Gemälde- und Skulpturensammlung der Familie Aichelburg, die sich im Schloss befunden hat, ist nichts mehr erhalten.
Der auf der anderen Seite der Straße liegende Schlosspark wird durch ein repräsentatives Rokoko-Schmiedeeisentor erschlossen. Auf einer kleinen Anhöhe steht hier ein reich stuckierter zierlicher Gartenpavillon. Dieser war im Inneren mit illusionistischen Architektur- und Landschaftsmalereien ausgestattet war, von denen nur mehr Reste erhalten sind.